# Mare amoroso
Mare amoroso è un poemetto anonimo toscano in endecasillabi sciolti. Scritto intorno al 1270-1280, l'origine è forse di area fiorentina oppure lucchese. Per stile si situa a metà strada tra Brunetto Latini e Chiaro Davanzati. Per taluni, come Giusto Grion, l'autore è Brunetto Latini.
Il poemetto è costituito da 330 versi in metrica libera, che può essere considerato un piccolo manuale enciclopedico dei luoghi comuni della tradizione letteraria. Il significato del titolo è duplice:
- intende segnalare la grandezza nell'onnipotenza dell'amore;
- indica la perfezione della donna amata spiegata in tutta la sua vastità.

Nell'opera si costruisce un discorso amoroso che si sviluppa attraverso una catena di comparazioni animali, immagini
mitologiche, personaggi romanzeschi e altro; comparazioni con le quali l'autore si dichiara alla mercé della propria donna descrivendone le bellezze. L'incipit recita "Amor mi bello, or che sarà di me", l'explicit "però si guardi chi s'ha a guardare".
Il poemetto è riprodotto nel codice scritto a penna n. 2908 custodito presso la Biblioteca Riccardiana di Firenze.